# 일본국제협력은행
일본 국제협력은행(日本國際協力銀行, Japan Bank for International Cooperation, JBIC )는 일본이 1961년에 개발도상국에 필요한 자금을 제공하고 해외경제협력을 촉진할 목적으로 설립한 금융기관이다. 해외 경제 협력 기금을 운영하는 주식회사 국제 협력 은행(일본어: 株式会社国際協力銀行)이며, 일본 정부가 100% 출자하는 형태의 특수 은행이자 특수법인이다.일본에서 유일한 국제 금융에 특화된 정책 금융 기관으로서 일본의 대외 경제 정책, 에너지 안보 정책을 담당한다.

## 개요
국제협력은행은 일본 정부 100% 출자의 특수은행으로서 정부와 일체의 법인이다. 업무 운영은 정부로부터 독립적으로 행해지지만, 일본에서 유일한 국제 금융에 특화된 정책 금융 기관으로서 일본의 대외 경제 정책, 에너지 안보 정책을 담당한다.

### 연혁
- 1950년 12월 28일, 당시 재무 장관 이케다 하야토에 의해 일본 수출은행이 발족
- 1952년 4월 1일, 일본 수출입 은행으로 개칭.
- 1999년 10월 1일, 일본 수출입은행 해외 경제협력기금과 통합하여 국제협력은행이 발족
- 2008년 10월 1일, 국제협력은행의 국제금융 부문은 주식회사 일본 정책 금융 공고와 통합 해외 경제협력 부문은 독립 행정법인 국제 협력기구에 통합.
- 2012년 4월 1일, 주식회사 국제협력은행(国際協力銀行)이 발족

## 역할
일반 금융 기관이 실시하는 금융을 보완하는 것을 취지로 하며, 다음의 업무 분야에 필요한 금융을 실시, 따라서 일본과 국제 경제 사회의 건전한 발전에 기여하는 것을 목적으로 하고 있다. 또한 외국 정부와 국제 사회와의 협력 관계의 구축, 심화를 위한 중요한 외교 도구로서의 역할이 있다.

## 같이 보기
- 세계은행
- 국제금융공사
- 다자간 투자 보증 기구
- 국제통화기금
- 경제협력개발기구
- 아시아 개발은행
- 유럽 부흥 개발 은행
- 미주개발은행
- 아프리카 개발은행
- 유럽 투자 은행
- 일본무역보험